# Karmazyny
Karmazyny (lit. Karmazinai) − wieś na Litwie, w rejonie wileńskim, 2 km na zachód od Duksztów, zamieszkana przez 7 ludzi. Przed II wojną światową w Polsce, w powiecie wileńsko-trockim województwa wileńskiego.